# كهف أبو الكرسي
كهف أبو الكرسي  هو كهف مُتواجد في  بلدة المكيفتة،  بلواء البادية الشمالية، محافظة المفرق في الأردن.  ويبعد حوالي 60 كم عن عمان.

## نبذة
عُثر عند مدخل الكهف على هيكل عظمي لطفل صغير يعود منذ العصر البرونزي أي قبل 5 آلاف عام. إضافة إلى أنه تم العثور على  ناب لأسد وبقايا عظام ل 17 من الكائنات الحية التي انقرضت مُنذ زمن. 